# Cyclosa paupercula
Cyclosa paupercula är en spindelart som beskrevs av Simon 1893. Cyclosa paupercula ingår i släktet Cyclosa och familjen hjulspindlar. Inga underarter finns listade i Catalogue of Life.